# Hindú Club
Hindú Club es un club de rugby argentino, de la localidad de Don Torcuato, área metropolitana de Buenos Aires.
Debido a su extensa y exitosa historia es considerado uno de los clubes más importantes de rugby de la Argentina. Otros deportes que se practican en el club incluyen el hockey, golf, fútbol y tenis.
El Hindú Club tiene como mascota oficial al Elefante, al cual llevan a todas las finales de los campeonatos.

## Historia
En 1910, pupilos del colegio La Salle se reunieron para formar un grupo de teatro al que llamaron Hindustánicos. Tras su graduación, los jóvenes volvieron a reunirse en 1919 y fundaron un club social, cultural y deportivo al que bautizaron Hindú Club. La primera ubicación del mismo fue en la calle Pedro Echagüe, en donde comenzó a practicarse baloncesto. Posteriormente, el club compró un lote de 83 hectáreas en Don Torcuato y comenzó el desarrollo de otros deportes, incluido el rugby por el cual Hindú es reconocido en la actualidad.
Si bien el club comenzó a jugar rugby en 1935 no fue hasta 1996 cuando comenzó a ganar títulos, siendo los primeros el Torneo de la URBA y Nacional de Clubes. Desde entonces Hindú se ha convertido en uno de los clubes más exitosos, ganando múltiples títulos provinciales y nacionales.
También se coronó campeón del Seven de la URBA en 6 oportunidades, siendo el equipo con más títulos de este torneo.

## Indumentaria y patrocinadores
| Periodo   | Proveedor      |
| --------- | -------------- |
| 1996      | Le Coq Sportif |
| 1997      | Mizuno         |
| 1998      | Lotto          |
| 1999      | Flash Sports   |
| 2000-2018 | Topper         |
| 2019-2022 | Flash Sports   |
| 2023-act. | Canterbury     |

| Periodo   | Patrocinador   |
| --------- | -------------- |
| 2000-2006 | Easy           |
| 2007-2021 | Ford           |
| 2022-2023 | Brubank        |
| 2024      | Total Energies |

## Jugadores destacados
- Lucas Ostiglia (Los Pumas)
- Gonzalo Quesada (Los Pumas)
- Martín Scelzo (Los Pumas)
- Juan de la Cruz Fernández Miranda (Los Pumas)
- Nicolás Fernández Miranda (Los Pumas)
- Francisco Bosch (Los Pumas, Argentina XV, Pumas 7s)
- Hernán Senillosa (Los Pumas)
- Santiago Fernández (Los Pumas)
- Horacio Agulla (Los Pumas)
- Ramiro Herrera (Los Pumas)
- Tomás Lavanini (Los Pumas)
- Felipe Ezcurra (Los Pumas)
- Joaquín Díaz Bonilla (Los Pumas, Argentina XV, Pumas 7s)
- Patricio Noriega (Los Pumas)
- Sebastián Cancelliere (Los Pumas, Pumas 7s)
- Bautista Ezcurra (Los Pumas, Argentina XV, Pumas 7s)
- Benjamin Larre (Pre E)

## Títulos

### Torneos de laURBAy laUAR
- 11 veces campeón del Torneo de la URBA: 1996, 1998, 2006, 2007, 2008, 2009, 2012, 2014, 2015, 2017, 2022.
- 11 veces campeón del Torneo Nacional de Clubes: 1996, 2001, 2003, 2005, 2010, 2015, 2016, 2017, 2018, 2019, 2022.
- 6 veces campeón del Seven de la URBA: 1997, 2000, 2003, 2005, 2006 y 2007.[5]
- 1 vez campeón del Sudamericano de Clubes: 1997.